# Schabziger

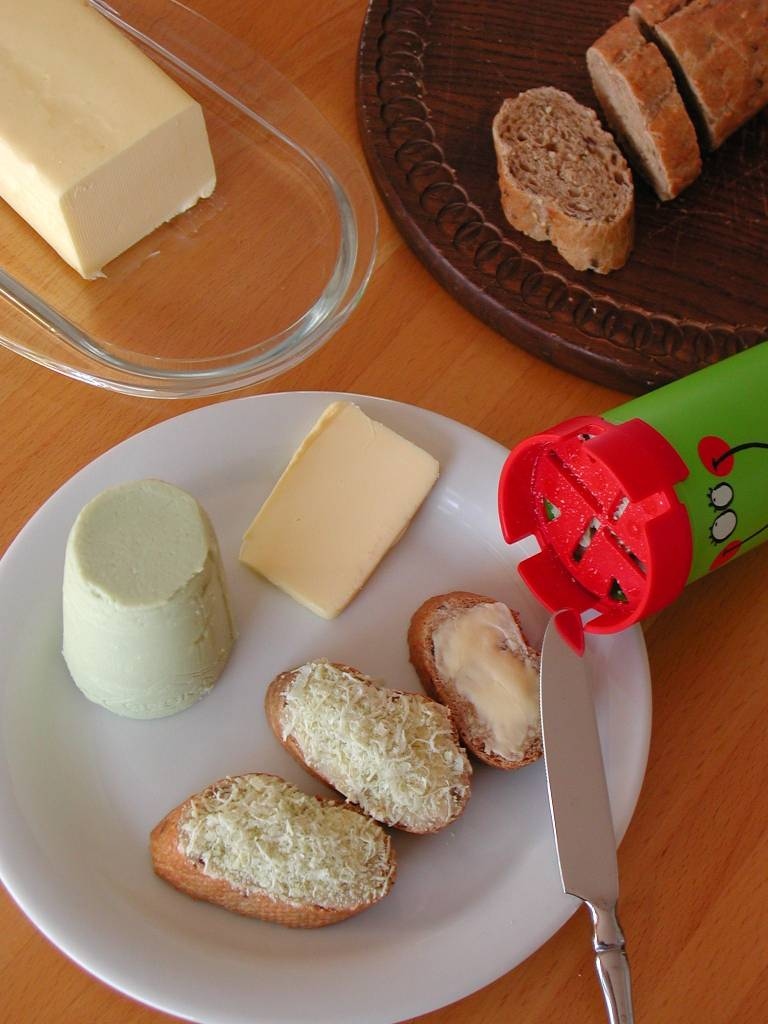
Zigerbrüt mit Zigerstöckli und Zigermühle

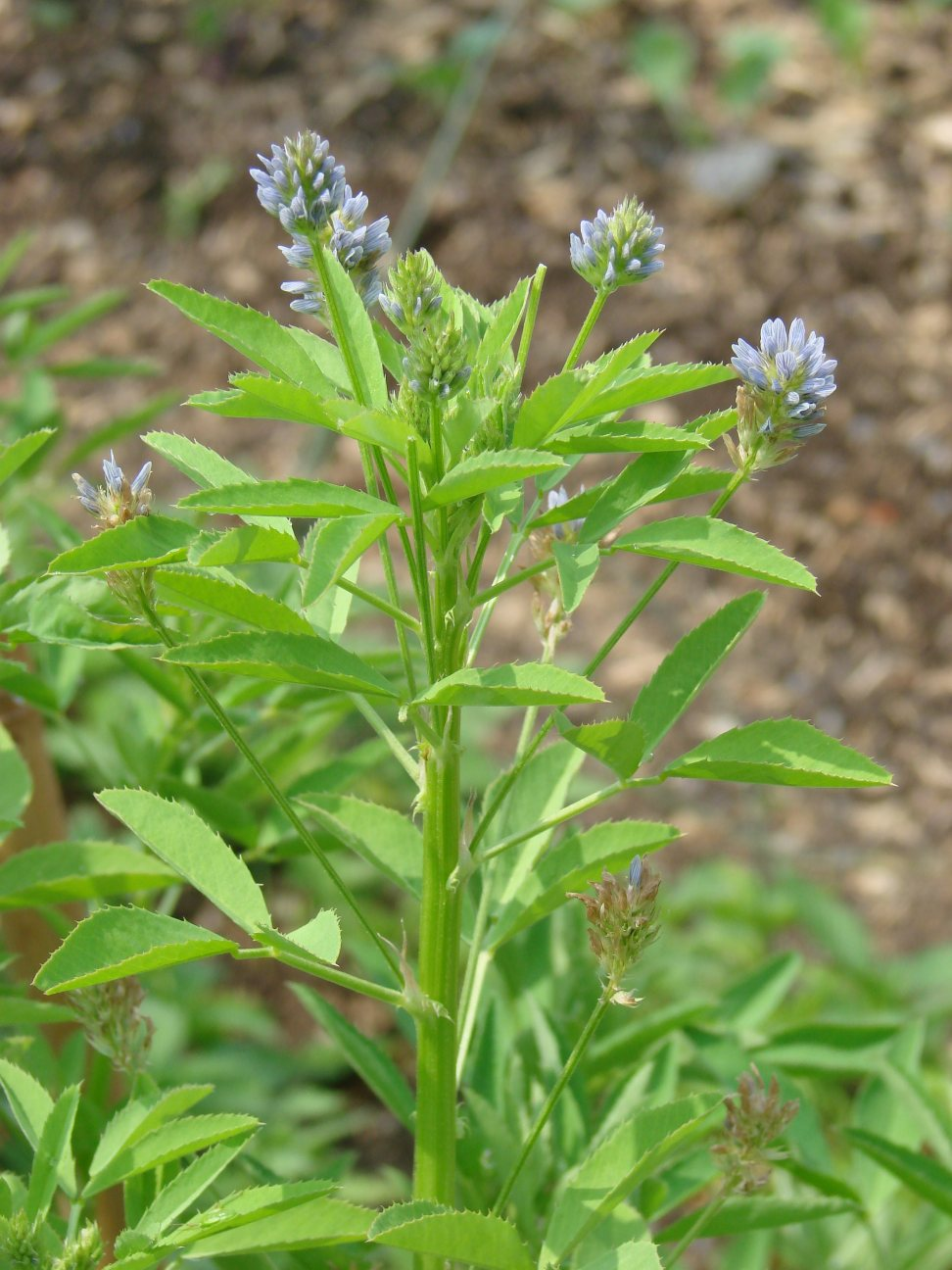
Schabzigerklee

Schabziger, auch Schotterkäse, Kräuterkäse, grüner Käse, Stötzle oder (vor allem in den USA und Kanada) Sapsago genannt, ist eine Schweizer Gewürz-Grünkäse-Spezialität aus dem Kanton Glarus. Er wird aus Magermilch bei 90 °C durch eine Säure-Fällung gewonnen und mit einem speziellen Kräuterzusatz gewürzt, nämlich mit dem Schabzigerklee.

## Wortherkunft
Dem Namen nach ist Schabziger «ein Ziger zum Schaben». In der Herstellung und Beschaffenheit unterscheidet er sich allerdings vom einfachen Zigerkäse.

## Zusammensetzung
100 g Schabziger enthalten:
- 580 kJ (137 kcal)
- 42 g Trockenmasse
- 33 g Eiweiss
- 4,5 g Salz
- 0,5 g Fett
- < 0,2 g Cholesterin
- keine Lactose
- keine Kohlenhydrate

## Zusatzstoffe
Als Verarbeitungshilfsstoff wird Milchsäure (z. B. Käsereisauer) verwendet. Zur Geschmacksgebung wird Speisesalz und Schabzigerklee (Trigonella caerulea) zugesetzt.

## Herstellung
Die entrahmte Kuhmilch wird auf über 90 °C erhitzt, mit der Milchsäurekultur versetzt, dann überlässt man den abgeschiedenen Ziger in durchlöcherten Butten oder in Säcken, mit Steinen beschwert, vier bis zwölf Wochen lang der Gärung. Dieser gereifte Ziger wird zerrieben, gesalzen und drei bis acht Monate in Silos gelagert. Erst dann wird pulverisierter Schabzigerklee zugegeben und der Schabziger in seine typische Form gepresst. Nach sechs bis acht Tagen wird das «Zigerstöckli» herausgenommen und zwei bis sechs Monate lang auf einem Gerüst getrocknet. Die meistverbreitete Form und international gehandelt ist das konische Zigerstöckli im Gewicht von 100 g.

## Verwendung

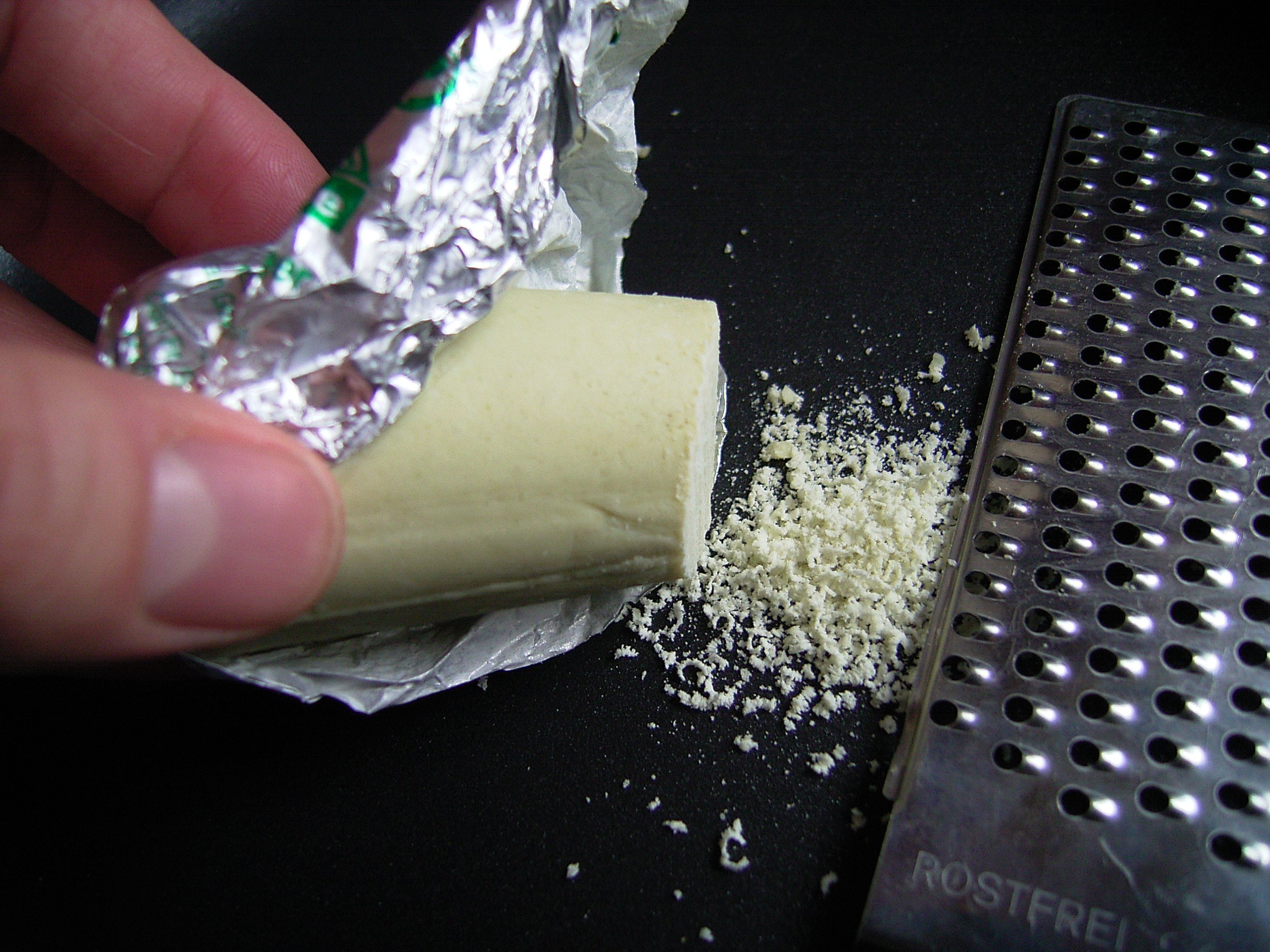
Klassisches Schaben vom Zigerstöckli

Schabziger wird nicht wie die meisten anderen Käsesorten «am Stück» gegessen, sondern hauptsächlich gerieben zum Würzen von Speisen verwendet. Diese tauchen dann beispielsweise als Zigerhörnli (Teigwaren mit Ziger gewürzt), Zigerfondue (Käsefondue mit Zigerzugabe) oder Zigerbrüt (Butterbrot mit Ziger) in Kochbüchern und auf Speisekarten auf.
Als Produkte zum Kaufen gibt es das klassische Schabzigerstöckli, von dem die gewünschte Menge mit einer feinen Raffel, einer Mühle oder einem Messer abgeschabt wird, sowie Becher mit Ankeziger, bei dem der Ziger bereits mit Butter vermischt ist und so direkt aufs Brot gestrichen werden kann. Weiter erhältlich ist er auch in bereits geriebener Form.
Ein Zigerstöckli kann über mehrere Wochen im Kühlschrank aufbewahrt werden, während der Ankeziger am besten innerhalb weniger Tage verzehrt wird. Der wiederverschliessbare Deckel für die Stöckli, der das Austrocknen verhindern soll, wird nicht mehr ausgeliefert. Laut eigener Auskunft sucht das Herstellerunternehmen Geska seit mehreren Jahren nach einer Lösung dafür.

## Historisches
Ziger soll auf den Glarner Alpen bereits seit dem 8. Jahrhundert hergestellt worden sein. Als im Mittelalter das Glarnerland zum Kloster Säckingen kam, bestand ein Grossteil der Abgaben aus Ziger, der von den Stiftsdamen zum Teil weiterverkauft wurde. Sie würzten ihn mit dem stark riechenden Schabzigerklee (Trigonella caerulea ssp. sativa), den Kreuzfahrer aus dem Orient mitgebracht hatten. Nach neueren Erkenntnissen des Historikers Beat Frei waren aber auch die Zürcher massgeblich an der Erfolgsgeschichte des Schabzigers beteiligt.

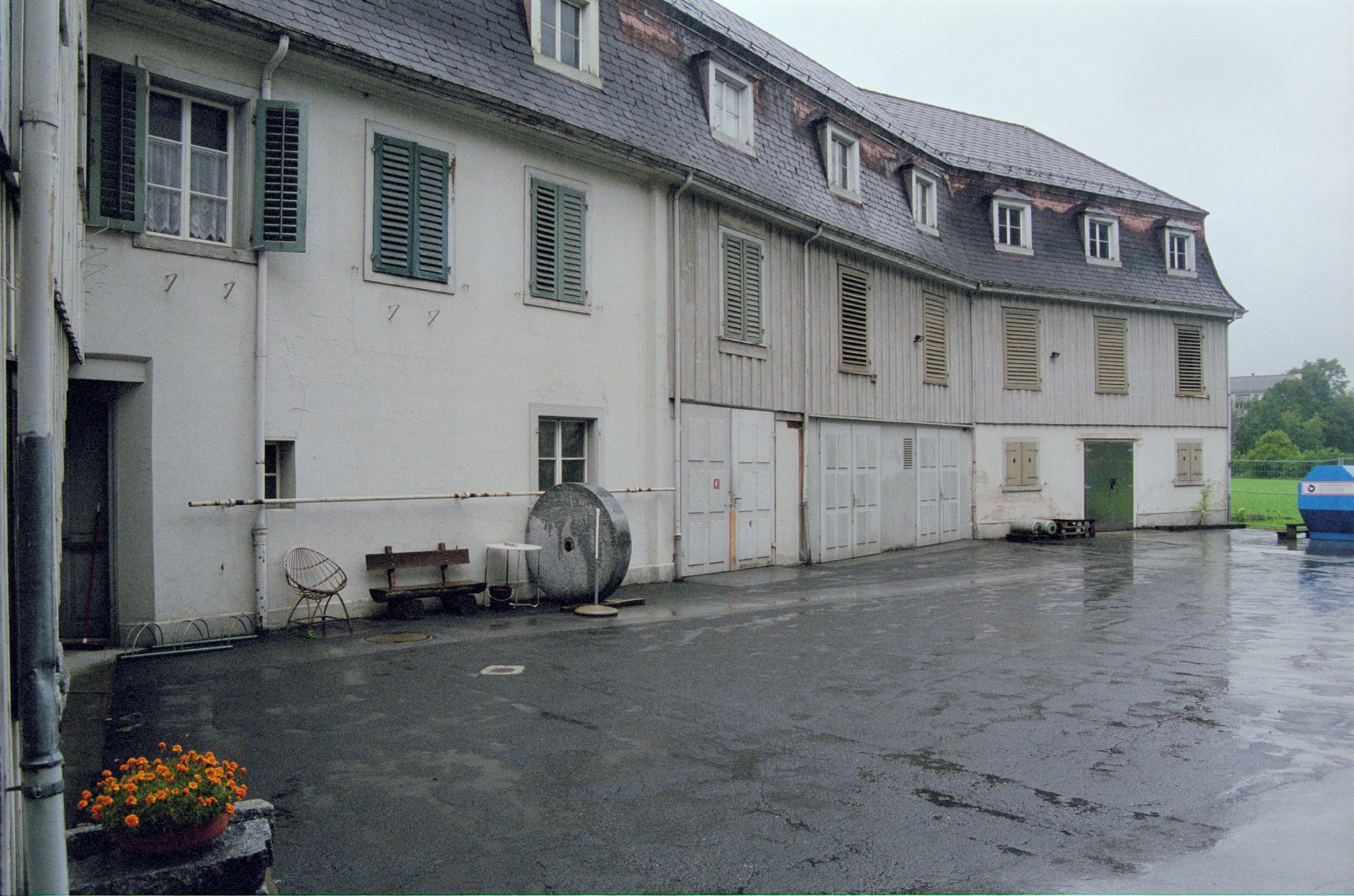
Ehemalige Zigerfabrik «Geska» in Oberurnen

Durch ein Gesetz der Glarner Landsgemeinde vom 24. April 1463 wurden alle Hersteller im Kanton Glarus verpflichtet, den Ziger nach Qualitätsvorgaben zu produzieren und mit einem Herkunftsstempel zu kennzeichnen, um ihn vor Nachahmung zu schützen. Der Glarner Schabziger gilt deshalb als ältestes Markenprodukt der Schweiz und der Herkunftsstempel als das erste überlieferte Markenzeichen der Schweiz.
Noch lange nach dem Zweiten Weltkrieg wurde der Schabziger vielerorts in der Schweiz von dem sogenannten Zigermann (Zigermandli) direkt an der Haustür verkauft.
Seit 2003 produziert nur noch die «Geska AG» Schabziger, die im Jahr 2000 von Oberurnen nach Glarus umzog. Der Name «Geska» geht auf die 1924 gegründete «Genossenschaft der Schweizerischen Kräuterkäsefabrikanten» zurück.

## Fussnoten
1. ↑  «...weilen er aus Zieger gemachet wird und sich zu eßbarem Gebrauche schaben läßt.» JJ Scheuchzer 1746, zitiert nach Schweizerisches Idiotikon s. v. Ziger. online
2. ↑  Wir bleiben dran! Wiederverschliessbarer Deckel vom Stöckli. In: GESKA. 1. Mai 2018, abgerufen am 14. Februar 2020 (deutsch).
3. 1 2  Geschichte des Schabzigers schabziger.ch
4. ↑  Schabziger - ältestes Markenprodukt der Schweiz. In: swissinfo.ch. 4. August 2004, abgerufen am 17. Februar 2023.
5. ↑  Belinda Balmer: Diese Legenden ranken sich um den Glarner Ziger. In: bauernzeitung.ch. 9. Februar 2022, abgerufen am 17. Februar 2023.